# Heilige Familie (Gütersloh)
Heilige Familie ist eine römisch-katholische Pfarrkirche im ostwestfälischen Gütersloh in Nordrhein-Westfalen, Deutschland. Kirche und Gemeinde gehören zum Pastoralverbund Gütersloh-Nordring im Dekanat Rietberg-Wiedenbrück des Erzbistums Paderborn. Die Gemeinde Maria Königin in Isselhorst ist eine Filialgemeinde.

## Geschichte
Im Jahre 1910 wurde die Bauerschaft Blankenhagen nach Gütersloh eingemeindet. Da die Bauerschaft überwiegend evangelisch war, gehörten die wenigen Katholiken zur Pfarrgemeinde St. Pankratius in Gütersloh. Nach dem Zweiten Weltkrieg wuchs die Zahl der katholischen Gläubigen stark an. 1946 begann man, den Gottesdienst in einem Klassenzimmer der Blankenhagener Schule zu feiern. Die Gemeinde saß in Schulbänken und es wurde ein provisorischer Altar aufgebaut. In dieser Gemeinschaft wuchs der Wunsch nach einem eigenen Gotteshaus.
Im Herbst 1949 wurde dieser Wunsch in die Tat umgesetzt und eine erste Holzkirche errichtet. Am 1. Weihnachtsfeiertag 1949 konnte dort die erste heilige Messe gelesen werden. 1954 baute man ein kleines Jugendheim an.
Die Zahl der Gläubigen wuchs weiter, und zum 1. Mai 1957 wurde eine Pfarrvikarie ohne eigene Vermögensverwaltung eingerichtet, die der Gemeinde erst zum 1. April 1962 zugestanden wurde.
Am 30. Juni 1962 gründete die Gemeinschaft einen Kirchenbauverein. Nachdem Spenden gesammelt worden waren, erfolgte am 23. Juni 1964 der erste Spatenstich für den Neubau. Am 26. September 1964 war Grundsteinlegung, am 15. Oktober 1964 bereits Richtfest. Der schnelle Baufortschritt war der Gleitbauweise zu verdanken, die für den Raum Gütersloh damals neu war. Am 19. Dezember 1964 konnten die neuen Glocken geweiht werden, so dass am 24. Dezember 1964 der erste Gottesdienst in der Kirche stattfand. Am 28. Mai 1966 wurde die Kirche und das angrenzende Pfarrzentrum durch den Paderborner Erzbischof Lorenz Jaeger geweiht.
Nach der kommunalen Neuordnung 1973 folgte auch eine Umstrukturierung der Kirchengemeinden. Im März 1980 wurde die Kirche Maria Königin in Isselhorst der Gemeinde Heilige Familie als Filialkirche zugeordnet. Bislang war sie Filialkirche der Pfarrvikarie St. Michael in Ummeln.
Am 1. März 1981 wurde die ehemalige Pfarrvikarie zur eigenständigen Pfarrei erhoben. Am 1. April des Jahres wurde der einstige Vikar als Pfarrer in der Gemeinde Heilige Familie eingeführt. 1984 wurde das Pfarrheim erweitert.
Zum 1. Januar 2000 wurde der Pastoralverbund Gütersloh-Nordring eingerichtet, dem die Gemeinde Heilige Familie mit der Filialkirche Maria Königin zusammen mit der Gemeinde Christ König zugerechnet wurden.

## Ausstattung
Die Orgel wurde der Gemeinde am 4. Dezember 1988 durch den Orgelförderkreis gestiftet. Erbaut wurde sie von der Werkstatt Orgelbau Simon in Borgentreich-Muddenhagen. Sie hat 19 Register auf zwei Manualen (Hauptwerk und Schwellwerk) und Pedal. Sie verfügt über eine mechanische Traktur und Schleifladen.
Der Altar besteht aus Anröchter Stein und ist an den Seiten mit Klinker verblendet. Das Altarkreuz wurde in der Schlosserei der Claas-Guss Christopherushütte angefertigt.